# Albizia richardiana
Albizia richardiana là một loài thực vật có hoa trong họ Đậu. Loài này được (Voigt) King & Prain miêu tả khoa học đầu tiên.